# Off the Deep End
Off the Deep End er den amerikanske musikers "Weird Al" Yankovics syvende cd-udgivelse, og udkom i april 1992. Cd'en indenholder 11 numre: 
1. Smells Like Nirvana
2. Trigger Happy
3. I Can't Watch This
4. Polka Your Eyes Out
5. I Was Only Kidding
6. The White Stuff
7. When I Was Your Age
8. Taco Grande
9. Airline Amy
10. The Plumbing Song
11. You Don't Love Me Anymore